# タネハゼ
タネハゼ（Callogobius tanegasimae）は黒褐色のハゼであり、オキナワハゼ属に属す。

## 分布
日本国内では、神奈川県、徳島県、静岡県、三重県、和歌山県、高知県、宮崎県、鹿児島県、与那国島以北の南西諸島、五島列島などの、黒潮の影響を受ける地域の、河川の河口付近の海岸から淡水の影響のある感潮域最上流にかけて生息する。国外では台湾、フィリピンに分布する。

## 形態
全長は8～12センチメートル。体は側扁して細長い。頭部は縦扁し、頭長は胸鰭長や尾鰭長より明らかに短いする。尾鰭は後方に伸びて尖形となり長く、胸鰭が大きく長い。吻端から眼を通って後頭部に向かう濃い褐色縦条があり、背から体側にかけて鞍状の横帯がある。腹鰭には膜蓋があり、吸盤状で、第2背鰭の、軟条数は3～5で、臀鰭の軟条数は10～13。体色は全身が暗褐色を呈する。頭部に縦横に走る多数の皮質隆起線がある。

## 生態
河川の河口付近の海岸から淡水の影響のある感潮域際上流域にかけて生息する。特に河口付近の海岸から河川の河口域に多い。巣穴または、泥底や砂泥底の石や貝殻の下、川底に沈んだ木の枝の隙間、死サンゴ塊の隙間や下、マングローブの気根の隙間などに、単独で潜んでいく。生息水深は1.5m以浅。褐色の体と緩慢な動きは、川底の枯葉に擬態している。

## 下位集団
近年行われた遺伝解析の結果、本州や沖縄島の集団と西表島の集団は遺伝的に異なることが分かっている。